# Sounds Live Feels Live Tour
Sounds Live Feels Live es la segunda gira musical de la banda australiana 5 Seconds of Summer durante el 2016 realizada para promocionar su segundo álbum de estudio Sounds Good Feels Good. Recorrerá varios países de Asia, Europa, Norteamérica y Oceanía.

## Antecedentes
En octubre de 2015, la banda anunció las fechas europeas, y luego siguió con anuncios para Asia y América del Norte. Las 101 fechas anunciadas representaron un aumento considerable respecto de su gira debut el año anterior, principalmente debido a la adición de la etapa de Asia, así como nuevas ciudades en Europa, Estados Unidos y México. Sin embargo, la banda redujo a la mitad sus apariciones canadienses a solo dos fechas; la banda no volvería a visitar ninguna ciudad en el oeste de Canadá.

## Repertorio
Esta lista de canciones es representativa de la fecha del 15 de julio de 2016 en el Madison Square Garden en la ciudad de Nueva York. No representa la lista establecida en todos los conciertos durante la gira.
| 1. «Carry On» 2. «Hey Everybody!» 3. «Money» 4. «Voodoo Doll» 5. «Don't Stop» 6. «Disconnected» 7. «Long Way Home» 8. «Outer Space» 9. «Waste the Night» 10. «Vapor» | 11. «Amnesia» 12. «Castaway» 13. «Jet Black Heart» 14. «End Up Here» 15. «Good Girls» 16. «Girls Talk Boys» 17. «Permanent Vacation» 18. «What I Like About You» (The Romantics Cover) 19. «She's Kinda Hot» 20. «She Looks So Perfect» |

## Fechas
| Fecha                    | Ciudad           | País           | Recinto                              | Actos de apertura          | Entradas vendidas / Disponibles | Recaudación |
| ------------------------ | ---------------- | -------------- | ------------------------------------ | -------------------------- | ------------------------------- | ----------- |
| Asia                     |                  |                |                                      |                            |                                 |             |
| 19 de febrero de 2016    | Nagoya           | Japón          | Century Hall                         |                            | 2,375 / 2,800                   | $207,565    |
| 20 de febrero de 2016    | Osaka            | Japón          | Intex                                |                            | 4,256 / 6,500                   | $380,378    |
| 23 de febrero de 2016    | Tokio            | Japón          | Budokan                              |                            | 7,889 / 8,500                   | $696,477    |
| 27 de febrero de 2016    | Shanghái         | China          | Shanghai Grand Stage                 |                            |                                 |             |
| 29 de febrero de 2016    | Taipéi           | Taiwán         | Xinzhuang Stadium                    |                            |                                 |             |
| 2 de marzo de 2016       | Kuala Lumpur     | Malasia        | KL Convention Centre                 | Paperplane Pursuit         | 2,576 / 5,428                   | $252,214    |
| 3 de marzo de 2016       | Singapur         | Singapur       | Star Theatre                         |                            | 3,675 / 5,046                   | $604,749    |
| 5 de marzo de 2016       | Yakarta          | Indonesia      | Indonesia Convention Exhibition      |                            | 3,962 / 9,996                   | $647,831    |
| 8 de marzo de 2016       | Bangkok          | Tailandia      | Impact Arena                         | SixtyMiles                 | 2,157 / 10,581                  | $266,498    |
| 10 de marzo de 2016      | Hong Kong        | Hong Kong      | AsiaWorld-Expo Hall 10               | KillerSoap                 | 1,655 / 7,036                   | $247,107    |
| 12 de marzo de 2016      | Manila           | Filipinas      | Mall of Asia Arena                   | Katsy Lea                  | 8,920 / 9,353                   | $838,378    |
| Europa                   |                  |                |                                      |                            |                                 |             |
| 5 de abril de 2016       | Sheffield        | Reino Unido    | Sheffield Arena                      | Jessarae                   | 7,500 / 10,900                  | $418,886    |
| 7 de abril de 2016       | Londres          | Reino Unido    | O2 Arena                             | Jessarae                   | 25,408 / 25,408                 | $1,339,580  |
| 8 de abril de 2016       | Londres          | Reino Unido    | O2 Arena                             | Jessarae                   | 25,408 / 25,408                 | $1,339,580  |
| 9 de abril de 2016       | Brighton         | Reino Unido    | Brighton Centre                      | Jessarae                   | 3,513 / 3,575                   | $229,124    |
| 11 de abril de 2016      | Leeds            | Reino Unido    | First Direct Arena                   | Jessarae                   | 6,609 / 11,000                  | $375,608    |
| 12 de abril de 2016      | Nottingham       | Reino Unido    | Capital FM Arena                     | Jessarae                   | 5,915 / 6,400                   | $337,693    |
| 14 de abril de 2016      | Birmingham       | Reino Unido    | Genting Arena                        | Jessarae                   | 11,602 / 12,100                 | $615,797    |
| 15 de abril de 2016      | Cardiff          | Reino Unido    | Motorpoint Arena                     | Jessarae Don Broco         | 7,437 / 8,600                   | $442,595    |
| 16 de abril de 2016      | Cardiff          | Reino Unido    | Motorpoint Arena                     | Jessarae Don Broco         | 7,437 / 8,600                   | $442,595    |
| 18 de abril de 2016      | Newcastle        | Reino Unido    | Metro Radio Arena                    | Jessarae Don Broco         | 7,403 / 8,900                   | $411,239    |
| 19 de abril de 2016      | Glasgow          | Reino Unido    | The SSE Hydro                        | Jessarae Don Broco         | 14,685 / 16,396                 | $810,455    |
| 20 de abril de 2016      | Glasgow          | Reino Unido    | The SSE Hydro                        | Jessarae Don Broco         | 14,685 / 16,396                 | $810,455    |
| 22 de abril de 2016      | Mánchester       | Reino Unido    | Manchester Arena                     | Jessarae Don Broco         | 17,604 / 20,580                 | $968,109    |
| 23 de abril de 2016      | Mánchester       | Reino Unido    | Manchester Arena                     | Jessarae Don Broco         | 17,604 / 20,580                 | $968,109    |
| 25 de abril de 2016      | Belfast          | Irlanda        | The SSE Arena                        | Jessarae Don Broco         | 7,984 / 8,000                   | $393,610    |
| 26 de abril de 2016      | Dublín           | Irlanda        | 3Arena                               | Jessarae Don Broco         | 13,538 / 18,000                 | $674,871    |
| 27 de abril de 2016      | Dublín           | Irlanda        | 3Arena                               | Jessarae Don Broco         | 13,538 / 18,000                 | $674,871    |
| 12 de mayo de 2016       | Viena            | Austria        | Stadthalle                           | Don Broco                  | 6,299 / 10,827                  | $310,164    |
| 13 de mayo de 2016       | Verona           | Italia         | Arena de Verona                      | Don Broco                  | 12,652 / 12,652                 | $557,849    |
| 14 de mayo de 2016       | Roma             | Italia         | PalaLottomatica                      | Don Broco                  | 6,473 / 6,473                   | $310,895    |
| 16 de mayo de 2016       | Múnich           | Alemania       | Olympiahalle                         | Don Broco                  | 6,413 / 9,254                   | $308,627    |
| 17 de mayo de 2016       | París            | Francia        | Bercy Arena                          | Don Broco                  | 6,608 / 11,323                  | $390,638    |
| 18 de mayo de 2016       | Lille            | Francia        | Zenith                               | Don Broco                  |                                 |             |
| 20 de mayo de 2016       | Amberes          | Bélgica        | Sportpaleis                          | Don Broco                  | 7,983 / 9,858                   | $372,533    |
| 21 de mayo de 2016       | Ámsterdam        | Países Bajos   | Ziggo Dome                           | Don Broco                  | 16,921 / 18,958                 | $812,440    |
| 22 de mayo de 2016       | Ámsterdam        | Países Bajos   | Ziggo Dome                           | Don Broco                  | 16,921 / 18,958                 | $812,440    |
| 24 de mayo de 2016       | Zúrich           | Suiza          | Hallenstadion                        | Don Broco                  |                                 |             |
| 25 de mayo de 2016       | Amneville        | Francia        | Le Galaxie                           | Don Broco                  |                                 |             |
| 26 de mayo de 2016       | Hamburgo         | Alemania       | Barclaycard Arena                    | Don Broco                  | 5,091 / 7,396                   | $269,139    |
| 28 de mayo de 2016       | Herning          | Dinamarca      | Jyske Bank Boxen                     | Don Broco                  |                                 |             |
| 29 de mayo de 2016       | Copenhague       | Dinamarca      | Forum                                | Don Broco                  |                                 |             |
| 31 de mayo de 2016       | Oslo             | Noruega        | Telenor Arena                        | Don Broco                  |                                 |             |
| 1 de junio de 2016       | Estocolmo        | Suecia         | Ericsson Globe                       | Don Broco                  | 5,895 / 10,263                  | $340,747    |
| 3 de junio de 2016       | Helsinki         | Finlandia      | Hartwall Arena                       | Don Broco                  | 4,904 / 6,192                   | $321,624    |
| 4 de junio de 2016       | Tallin           | Estonia        | Saku Suurhall                        | Don Broco                  |                                 |             |
| 6 de junio de 2016       | Berlín           | Alemania       | Mercedes-Benz Arena                  | Don Broco                  |                                 |             |
| 7 de junio de 2016       | Mannheim         | Alemania       | SAP Arena                            | Don Broco                  |                                 |             |
| 8 de junio de 2016       | Colonia          | Alemania       | Lanxess Arena                        | Don Broco                  | 7,471 / 13,449                  | $355,974    |
| 10 de junio de 2016      | Barcelona        | España         | Palau Sant Jordi                     | Sexy Zebras                |                                 |             |
| 11 de junio de 2016      | Madrid           | España         | Palacio Vistalegre                   | Sexy Zebras                | 8,219 / 8,660                   | $433,998    |
| Norteamérica             |                  |                |                                      |                            |                                 |             |
| 30 de junio de 2016      | Uncasville       | Estados Unidos | Mohegan Sun Arena                    | One Ok Rock Hey Violet     | 11,195 / 14,070                 | $791,830    |
| 1 de julio de 2016       | Uncasville       | Estados Unidos | Mohegan Sun Arena                    | One Ok Rock Hey Violet     | 11,195 / 14,070                 | $791,830    |
| 2 de julio de 2016       | Hershey          | Estados Unidos | Hershey Park Stadium                 | One Ok Rock Hey Violet     | 13,507 / 15,453                 | $732,870    |
| 5 de julio de 2016       | Siracusa         | Estados Unidos | Lakeview Amphitheater                | One Ok Rock Hey Violet     |                                 |             |
| 6 de julio de 2016       | Darien Center    | Estados Unidos | Darien Lake Performing Arts Center   | One Ok Rock Hey Violet     |                                 |             |
| 8 de julio de 2016       | Bristow          | Estados Unidos | Jiffy Lube Live                      | One Ok Rock Hey Violet     | 8,464 / 22,583                  | $458,719    |
| 9 de julio de 2016       | Mansfield        | Estados Unidos | Xfinity Center                       | One Ok Rock Hey Violet     | 11,196 / 19,767                 | $616,766    |
| 10 de julio de 2016      | Holmdel          | Estados Unidos | PNC Banks Arts Center                | One Ok Rock Hey Violet     | 9,821 / 16,175                  | $427,686    |
| 12 de julio de 2016      | Toronto          | Canadá         | Molson Canadian Amphitheatre         | One Ok Rock Hey Violet     | 10,085 / 15,924                 | $478,047    |
| 13 de julio de 2016      | Montreal         | Canadá         | Bell Centre                          | One Ok Rock Hey Violet     | 7,252 / 8,737                   | $388,253    |
| 15 de julio de 2016      | Nueva York       | Estados Unidos | Madison Square Garden                | One Ok Rock Hey Violet     | 12,660 / 12,914                 | $771,186    |
| 16 de julio de 2016      | Camden           | Estados Unidos | Susquehanna Bank Center              | One Ok Rock Hey Violet     | 8,134 / 23,533                  | $380,405    |
| 18 de julio de 2016      | Charlotte        | Estados Unidos | PNC Music Pavilion                   | One Ok Rock Hey Violet     | 9,869 / 18,752                  | $471,280    |
| 20 de julio de 2016      | Jacksonville     | Estados Unidos | Jacksonville Veterans Memorial Arena | One Ok Rock Hey Violet     | 7,895 / 9,448                   | $483,550    |
| 22 de julio de 2016      | Pelham           | Estados Unidos | OAK Mountain Amphitheatre            | One Ok Rock Hey Violet     |                                 |             |
| 23 de julio de 2016      | Nashville        | Estados Unidos | Bridgestone Arena                    | One Ok Rock Hey Violet     | 12,158 / 13,609                 | $633,199    |
| 24 de julio de 2016      | Atlanta          | Estados Unidos | Aaron's Amphitheatre                 | One Ok Rock Hey Violet     |                                 |             |
| 26 de julio de 2016      | Cincinnati       | Estados Unidos | Riverbend Music Center               | One Ok Rock Hey Violet     | 10,351 / 20,285                 | $383,434    |
| 27 de julio de 2016      | Auburn Hills     | Estados Unidos | The Palace of Auburn Hills           | One Ok Rock Hey Violet     | 10,409 / 13,252                 | $650,300    |
| 29 de julio de 2016      | Moline           | Estados Unidos | Iwireless Center                     | One Ok Rock Hey Violet     |                                 |             |
| 30 de julio de 2016      | Tinley Park      | Estados Unidos | Hollywood Casino Amphitheatre        | One Ok Rock Hey Violet     | 12,375 / 27,542                 | $576,707    |
| 31 de julio de 2016      | St. Paul         | Estados Unidos | Xcel Energy Center                   | One Ok Rock Hey Violet     | 7,967 / 14,081                  | $504,850    |
| 18 de agosto de 2016     | Tulsa            | Estados Unidos | BOK Center                           | Hey Violet Roy English     | 6,287 / 11,330                  | $331,018    |
| 19 de agosto de 2016     | Maryland Heights | Estados Unidos | Hollywood Casino Amphitheatre        | Hey Violet Roy English     | 8,702 / 20,000                  | $298,440    |
| 20 de agosto de 2016     | Kansas City      | Estados Unidos | Sprint Center                        | Hey Violet Roy English     | 10,634 / 13,345                 | $435,607    |
| 22 de agosto de 2016     | Omaha            | Estados Unidos | Centurylink Center                   | Hey Violet Roy English     | 10,761 / 13,300                 | $303,180    |
| 24 de agosto de 2016     | Denver           | Estados Unidos | Pepsi Center                         | Hey Violet Roy English     | 12,644 / 14,462                 | $388,155    |
| 26 de agosto de 2016     | Salt Lake City   | Estados Unidos | Usana Amphitheatre                   | Hey Violet Roy English     | 7,287 / 20,000                  | $310,399    |
| 27 de agosto de 2016     | Boise            | Estados Unidos | Taco Bell Arena                      | Hey Violet Roy English     |                                 |             |
| 28 de agosto de 2016     | Auburn           | Estados Unidos | White River Amphitheatre             | Hey Violet Roy English     | 5,862 / 8,493                   | $256,105    |
| 30 de agosto de 2016     | Spokane          | Estados Unidos | Spokane Arena                        | Hey Violet Roy English     | 8,505 / 10,825                  | $232,763    |
| 31 de agosto de 2016     | Ridgefield       | Estados Unidos | Sunlight Supply Amphitheatre         | Hey Violet Roy English     | 4,174 / 7,447                   | $214,433    |
| 2 de septiembre de 2016  | Mountain View    | Estados Unidos | Shoreline Amphitheatre               | Hey Violet Roy English     | 9,738 / 22,019                  | $383,339    |
| 3 de septiembre de 2016  | Wheatland        | Estados Unidos | Toyota Amphitheatre                  | Hey Violet Roy English     | 8,159 / 18,500                  | $263,352    |
| 4 de septiembre de 2016  | Irvine           | Estados Unidos | Irvine Meadows Amphitheatre          | Hey Violet Roy English     | 11,916 / 14,869                 | $596,888    |
| 7 de septiembre de 2016  | Inglewood        | Estados Unidos | The Forum                            | Hey Violet Roy English     | 10,578 / 10,879                 | $435,780    |
| 9 de septiembre de 2016  | Chula Vista      | Estados Unidos | Sleeptrain Amphitheatre              | Hey Violet Roy English     | 7,192 / 9,332                   | $323,355    |
| 10 de septiembre de 2016 | Phoenix          | Estados Unidos | AK-Chin Pavilion                     | Hey Violet Roy English     | 8,664 / 19,995                  | $376,924    |
| 11 de septiembre de 2016 | Albuquerque      | Estados Unidos | Isleta Amphitheatre                  | Hey Violet Roy English     | 5,279 / 5,912                   | $209,879    |
| 14 de septiembre de 2016 | San Antonio      | Estados Unidos | AT&T Center                          | Hey Violet Roy English     | 11,769 / 13,063                 | $329,040    |
| 16 de septiembre de 2016 | Nueva Orleans    | Estados Unidos | Smoothie King Center                 | Hey Violet Roy English     | 12,444 / 13,001                 | $496,911    |
| 17 de septiembre de 2016 | Dallas           | Estados Unidos | Gexa Energy Pavilion                 | Hey Violet Roy English     | 10,947 / 19,957                 | $518,394    |
| 18 de septiembre de 2016 | The Woodlands    | Estados Unidos | Cynthia Woods Mitchell Pavilion      | Hey Violet Roy English     | 9,444 / 15,883                  | $484,646    |
| 21 de septiembre de 2016 | Monterrey        | México         | Auditorio Banamex                    | Communión                  | 6,581 / 6,581                   | $315,039    |
| 23 de septiembre de 2016 | Ciudad de México | México         | Auditorio Nacional                   | Communión                  | 18,789 / 19,138                 | $891,830    |
| 24 de septiembre de 2016 | Ciudad de México | México         | Auditorio Nacional                   | Communión                  | 18,789 / 19,138                 | $891,830    |
| Oceanía                  |                  |                |                                      |                            |                                 |             |
| 29 de septiembre de 2016 | Melbourne        | Australia      | Margaret Court Arena                 | Hey Violet With Confidence | 6,424 / 6,424                   | $451,334    |
| 2 de octubre de 2016     | Brisbane         | Australia      | The Riverstage                       | Hey Violet With Confidence | 5,014 / 8,000                   | $351,831    |
| 4 de octubre de 2016     | Sídney           | Australia      | Hordern Pavilion                     | Hey Violet With Confidence | 9,497 / 11,100                  | $653,095    |
| 5 de octubre de 2016     | Sídney           | Australia      | Hordern Pavilion                     | Hey Violet With Confidence | 9,497 / 11,100                  | $653,095    |
| Total                    | Total            | Total          | Total                                | Total                      | 743,906 / 939,455 (79%)         | $39,132,426 |